# Coppa delle Regioni UEFA 2007
La Coppa delle Regioni UEFA 2007 fu la quinta edizione della competizione riservata alle rappresentative amatoriali delle regioni europee. La fase finale venne giocata in Bulgaria, dal 20 al 26 giugno 2007 e fu vinta dalla Bassa Slesia, regione della Polonia, che in finale batté la bulgara Burgas 2-1 dopo i tempi supplementari.

## Selezioni qualificate per la fase finale
Girone A
- Bassa Normandia
- Burgas
- Cantone di Tuzla
- Contea di Down

Girone B
- Distretto di Aveiro
- Voivodato della Bassa Slesia
- Oblast' di Odessa
- Canton Ticino

## Fase a gironi

### Girone A
| Squadra         | P.ti | G | V | P | S | GF | GS | DR |
| --------------- | ---- | - | - | - | - | -- | -- | -- |
| Burgas          | 5    | 3 | 1 | 2 | 0 | 2  | 1  | +1 |
| Tuzla           | 4    | 3 | 1 | 1 | 1 | 3  | 3  | 0  |
| Down            | 4    | 3 | 1 | 1 | 1 | 1  | 2  | −1 |
| Bassa Normandia | 3    | 3 | 1 | 0 | 2 | 2  | 2  | 0  |

| Sliven 20 giugno 2007 | Burgas | 1 – 1 | Tuzla |  |

| Radnevo 20 giugno 2007 | Bassa Normandia | 0 – 1 | Down |  |

| Sliven 22 giugno 2007 | Burgas | 1 – 0 | Bassa Normandia |  |

| Radnevo 22 giugno 2007 | Tuzla | 2 – 0 | Down |  |

| Sliven 24 giugno 2007 | Down | 0 – 0 | Burgas |  |

| Radnevo 24 giugno 2007 | Tuzla | 0 – 2 | Bassa Normandia |  |

### Girone B
| Squadra       | P.ti | G | V | P | S | GF | GS | DR |
| ------------- | ---- | - | - | - | - | -- | -- | -- |
| Bassa Slesia  | 7    | 3 | 2 | 1 | 0 | 5  | 3  | +2 |
| Aveiro        | 4    | 3 | 1 | 1 | 1 | 3  | 3  | 0  |
| Odessa        | 3    | 3 | 1 | 0 | 2 | 2  | 4  | −2 |
| Canton Ticino | 3    | 3 | 1 | 0 | 2 | 3  | 3  | 0  |

| Stara Zagora 20 giugno 2007 | Aveiro | 0 – 2 | Ticino |  |

| Rakovski 20 giugno 2007 | Odessa | 1 – 2 | Bassa Slesia |  |

| Stara Zagora 22 giugno 2007 | Aveiro | 2 – 0 | Odessa |  |

| Rakovski 22 giugno 2007 | Ticino | 1 – 2 | Bassa Slesia |  |

| Stara Zagora 24 giugno 2007 | Bassa Slesia | 1 – 1 | Aveiro |  |

| Rakovski 24 giugno 2007 | Ticino | 0 – 1 | Odessa |  |

## Finale
| Arbitro: | Paolo Tagliavento |

|              |           |                            |
| Stoyanov 66’ | Marcatori | 78’ Sudoł 114’ Jaskułowski |